# Heide Pawelzik
Heide Pawelzik (* 1. Januar 1942 in Bad Eilsen; † 28. Februar 2021 in Berlin) war eine in Berlin und in Linxe (Frankreich) lebende deutsche bildende Künstlerin.

## Leben
Heide Pawelzik wurde am Neujahrstag 1942 in Bad Eilsen geboren. Ihr Vater fiel 1945 im Zweiten Weltkrieg. Sie besuchte bis zum Abitur 1961 das Gymnasium Adolfinum Bückeburg. Anfang der 1960er Jahre zog sie nach West-Berlin. Von 1963 bis 1970 studierte sie an der damaligen HdK Berlin. Dort war sie Hann Triers Meisterschülerin. 
Pawelzik gehörte zur Künstlerinnengruppe zart & zackig, die ab den 1980er-Jahren in und um das Frauenmuseum in Bonn aktiv war. Sie arbeitete für ihre Installationen vor allem mit verbrannten, verkohlten, durch Feuer oder Hitze verfremdeten Objekten sowie Wachs. Ihr Werk umfasste fast ausschließlich großflächige und temporäre Installationen.

## Auszeichnungen
- 1987: Kunstpreis der Stadt Bonn
- 2004: August-Macke-Medaille der Stadt Bonn

## Ausstellungen

### Einzelausstellungen
- 2018: Ohne Sprache, Elisabethkirche, Berlin
- 2017: Gold, Zimmergalerie, Berlin
- 2004: selection, Städtisches Kunstmuseum, Bonn
- 2002: weltbewegt, Frauenmuseum, Bonn (mit Ilse Wegmann)
- 2002: weltfremd – zappen, Haus der Kunst, Köln
- 1998: yellow space, Shed, Köln
- 1998: Herz Schlag, Galerie Schneiderei, Köln
- 1996: zeitweilig, Kunst Raum Kirche, Lutherkirche, Bonn
- 1995: todweiß – todschwarz, Kunstplätze, Kunstverein Siegburg
- 1994: Galerie Béhémot, Prag
- 1993: Kunstverein Bochum
- 1992: Berner Galerie, Bern
- 1990: Oldenburger Kunstverein, Oldenburg
- 1990: Kanon, Bonner Kunstverein
- 1990: Galerie Dorothea van der Koelen, Mainz (Kabinett)
- 1989: Nachlaß, Galerie Rolandshof, Rolandseck
- 1987: Wallgalerie Braunschweig
- 1987: Gegenräume, Frauenmuseum, Bonn

### Gruppenausstellungen (Auswahl)
- 2021: Grundriss Künsterforum, Bonn
- 2020: Beethoven und die Frauen seiner Zeit, Frauenmuseum, Bonn
- 2018: Zur Nachahmung empfohlen, Alte VHS, Bonn
- 2017: Gold, Zimmergalerie temporär, Berlin
- 2016: o. T., Hoffnungshotel, Perleberg
- 2015: Gold, Haus an der Redoute, Bonn
- 2013: bin ich blind, bin ich taub?, Kultur- und Wegekirche, Landow auf Rügen

### Arbeiten in öffentlichen Sammlungen
- Feld, Städtisches Kunstmuseum, Bonn
- Rosenpathos, Museum für Sepulkralkultur, Kassel
- Medienzelle, Rheinisches Landesmuseum, Bonn
- Union, Frauenmuseum, Bonn

## Buchveröffentlichungen
- Heide Pawelzik, Installationen 2004–2021. Herausgegeben von Ulrike Damm. Mit Beiträgen von Carl Friedrich Schröer, Christina von Braun, Marianne Pitzen, Ros Sachsse-Schadt und Susanne Schulte. Damm und Lindlar Verlag, Berlin 2021, ISBN 978-3-9821855-0-7.